# Lasse Schöne
Lasse Schöne (dänische Schreibweise Schøne; * 27. Mai 1986 in Taastrup oder Glostrup, Dänemark) ist ein ehemaliger dänischer Fußballspieler. Der Mittelfeldspieler spielte seit seiner Jugend in den Niederlanden und stand zuletzt bei NEC Nijmegen unter Vertrag. Den Großteil seiner bisherigen Karriere verbrachte Schöne bei Ajax Amsterdam, für die er von 2012 bis 2019 auflief. Von 2019 bis Januar 2021 spielte er in Italien bei CFC Genua. Für die dänische Nationalelf lief Lasse Schöne von 2009 bis 2021 in 51 Partien auf und erzielte drei Tore, mit der Landsholdet nahm er an der EM 2012 in Polen und der Ukraine sowie an der WM 2018 in Russland teil.

## Karriere

### Anfänge in Dänemark und den Niederlanden
Schöne, der als Kind Fan des FC Kopenhagen war, wurde in einem Vorort von Kopenhagen geboren, rund eine Viertelstunde Autofahrt von der Innenstadt entfernt, und wuchs in Roskilde in der Region Sjælland auf. Über Taastrup B70 kam er in die Jugendmannschaften von Lyngby BK. Im Jahr 2002 wechselte er in die Niederlande in die Jugendakademie vom SC Heerenveen, wo er in einer Gastfamilie unterkam und schnell die niederländische Sprache erlernte.
Im Jahr 2006 wechselte Schöne zu BV De Graafschap aus Doetinchem in die Eerste Divisie, der zweiten Liga. Gleich im ersten Jahr mit dem Klub aus dem Achterhoek in der Provinz Gelderland stieg er in die Eredivisie auf. Nach anfänglichen Schwierigkeiten, als er manchmal nur Einwechselspieler war, etablierte sich Schöne als Stammspieler und trug mit vier Toren zum Gang in das Oberhaus bei. Auch dort war er Teil der Stammelf, allerdings musste BV De Graafschap trotz sieben Toren sowie sechs Vorlagen des Dänen in die Auf-und-Abstiegs-Play-offs, in der man sich gegen Helmond Sport – beim 3:2-Sieg im Hinspiel schoss er alle drei Tore – und gegen den FC Zwolle (heute PEC Zwolle) durchsetzen konnte und somit den Klassenerhalt eintüten.

### NEC Nijmegen
Der Klassenerhalt mit BV De Graafschap war ein gelungener Abschied, denn Schöne wechselte in der Sommerpause 2008 ins knapp 50 Kilometer entfernte Nijmegen zum NEC. Genau wie zuvor im Achterhoek war er schnell Stammspieler geworden und spielte mit seinem neuen Verein im UEFA-Pokal, wobei er sich mit dem Klub aus der Stadt unweit der deutschen Grenze Dinamo Bukarest ausschalten konnte und somit sich für die Gruppenphase qualifizieren. Die Gegner hießen dort Dinamo Zagreb, Tottenham Hotspur, Spartak Moskau sowie Udinese Calcio und qualifizierten sich dank eines 2:0-Sieges im letzten Gruppenspiel gegen die Italiener von Udine für die Zwischenrunde. Einen Beitrag leistete hierzu Schöne, als er im vorletzten Gruppenspiel bei den Russen von Spartak in der 87. Minute den 2:1-Siegtreffer erzielte. In der Zwischenrunde bedeutete der Hamburger SV Endstation, als Schöne und der NEC Nijmegen mit 0:3 (daheim) und mit 0:1 (im Volkspark) verloren. Hierbei wurde er im Hinspiel zur Halbzeitpause ausgewechselt, im Rückspiel in der norddeutschen Millionenmetropole kam er nicht zum Einsatz. In der Liga spielte Schöne lange um die erneute Teilnahme an den europäischen Wettbewerben mit, doch diese wurde mit Platz 11 verfehlt.
In seinem zweiten Jahr in Nijmegen war er anfänglich weiterhin gesetzt, doch in der Folgezeit bestritt er verletzungsbedingt kein Spiel mehr und kam erst am letzten Spieltag gegen Ajax Amsterdam wieder zum Einsatz, als er zur Halbzeit eingewechselt wurde. Nach seiner Rückkehr auf dem Platz etablierte sich Schöne wieder in der Stammelf und bewegte sich mit seinem Verein in seiner dritten Saison bei NEC Nijmegen überwiegend im Tabellenmittelfeld, wobei am Ende Platz elf raussprang. Dabei schoss er sieben Tore und gab neun Vorlagen. Eine Saison später erwies sich Schöne als Torjäger und trug mit 11 Toren zur Qualifikation für die ligainternen Play-offs um die Teilnahme an den europäischen Wettbewerben bei. Dort war der Gegner der Erzrivale Vitesse Arnheim und im Hinspiel mit der Vorlage zum 1:1-Ausgleich sowie dem Treffer zum 2:2 zum knappen 3:2-Heimsieg bei, eine 0:2-Niederlage im Rückspiel bedeutete allerdings das Ende der Träume von der Rückkehr in das internationale Geschäft. Somit endete vorläufig das Kapitel NEC Nijmegen für ihn mit einer Enttäuschung.

### Ajax Amsterdam
Schöne wurde bereits im April 2012 von Ajax Amsterdam verpflichtet und in der niederländischen Hauptstadt traf er auf seine Landsleute Christian Eriksen, Nicolai Boilesen und Viktor Fischer, zudem wurde noch Christian Poulsen verpflichtet. Auf verschiedenen Positionen eingesetzt, war der Skandinavier schnell Stammspieler geworden, verlor allerdings zu Beginn der Saison mit seinem neuen Klub den „Johan Cruyff Schaal“, den nationalen Superpokalwettbewerb, als man sich PSV Eindhoven mit 2:4 geschlagen geben musste. In der UEFA Champions League, in der er vorher noch nie gespielt hatte, kam es in der sogenannten „Meistergruppe“ zu einem Aufeinandertreffen mit dem deutschen Champion Borussia Dortmund, dem spanischen Meister Real Madrid sowie mit England-Champion Manchester City und mit nur einem Sieg wurde lediglich der dritte Platz belegt, der den „Abstieg“ in die Europa League – dieser hatte zwischenzeitlich den UEFA-Pokal abgelöst – bedeutete. Dort schieden Schöne und Ajax in der Zwischenrunde gegen den rumänischen Steaua Bukarest aus. Im Ligaalltag war Ajax in der Hinrunde zwischenzeitlich Vierter, beendete das Kalenderjahr 2012 allerdings anfänglich auf Platz drei. In der Rückrunde waren die Amsterdamer dann ab dem 27. Spieltag Tabellenführer und wurden schließlich niederländischer Meister. Schöne hatte dabei sechs Tore erzielt und hatte des Weiteren zehn Treffer vorbereitet.
Da sie Meister wurden, waren sie in der neuen Saison erneut für die „Königsklasse“, wie die Champions League genannt wird, qualifiziert, doch auch dieses Mal, als die Gruppengegner der FC Barcelona, der AC Mailand und Celtic Glasgow hießen, war als Dritter das Abenteuer im wichtigsten europäischen Vereinswettbewerb wieder beendet. Gegen die Schotten schoss Schöne sowohl bei der 1:2-Niederlage im Hinspiel als auch in der zweiten Partie, als er den 1:0-Siegtreffer erzielte, ein Tor. In der „EL“ war abermals die Zwischenrunde Endstation, dieses Mal erwies sich Red Bull Salzburg als eine zu große Hürde. Noch zu Saisonbeginn gewann Lasse Schöne mit einem 3:2-Erfolg nach Verlängerung gegen Pokalsieger AZ Alkmaar den niederländischen Supercup. Im nationalen Pokalwettbewerb erreichte er mit Ajax das Finale, verlor allerdings dort mit einer deutlichen Niederlage von 1:5 gegen PEC Zwolle. Allerdings trug er mit sowohl neun Vorlagen als auch genauso vielen Treffern zum erneuten Gewinn der niederländischen Meisterschaft bei. Auch im dritten Anlauf in der „CL“ war für Schöne – er verlor den „Johan Cruyff Schaal“ mit 0:1 gegen PEC Zwolle – bereits nach den Gruppenspielen – die Gruppengegner waren dort Paris St. Germain, erneut Barcelona und zudem APOEL Nikosia – wieder Schluss, auch dieses Mal mussten sie den Gang in die „Euroleague“ antreten. Anders als in den vergangenen zwei Jahren hatten sie die Zwischenrunde überstehen können, indem sie Legia Warschau eliminieren konnten, doch im Achtelfinale bedeutete der spätere Endspielteilnehmer Dnipro Dnipropetrowsk Endstation. Die Liga endete für Schöne und Ajax unbefriedigend, denn zum ersten Mal wurde die Meisterschaft verpasst, als der Titel nach Eindhoven ging. Daran konnten neun Vorlagen und acht Tore ihres dänischen Mittelfeldspielers, der inzwischen häufiger als Außenstürmer auf der linken sowie auf der rechten Außenbahn eingesetzt wurde, nichts daran ändern.
Als Vize-Meister musste Ajax Amsterdam dieses Mal in der dritten Qualifikationsrunde zur Champions League antreten, schied dort allerdings überraschend gegen Rapid Wien aus. Weiter ging es in den Play-offs zur Europa League, in der die Tschechen vom FK Jablonec ausgeschaltet werden konnten, aber in den Gruppenspielen war dann die Europareise vorbei. Schöne war in dieser Saison nicht häufig zum Einsatz gekommen und war auch nicht selten Einwechselspieler. In der Liga war Ajax streckenweise Tabellenführer, doch durch ein 1:1-Unentschieden am letzten Spieltag bei BV De Graafschap wurde die Meisterschaft noch aus der Hand gegeben, so dass PSV Eindhoven erneut den Titelgewinn feiern konnte und die Amsterdamer derweil erneut mit der Vizemeisterschaft vorliebnehmen musste. Trainer war bis hierhin Frank de Boer, der in der Folge ging. Die Saison 2016/17 war Schönes fünftes Jahr im Ajax-Trikot und in dieser war er ab dem siebten Spieltag wieder Stammspieler, als er hierbei unter dem De Boer-Nachfolger Peter Bosz durchgehend als defensiver Mittelfeldspieler zum Einsatz kam, nur an den letzten beiden Spieltagen hatte er keinen Einsatz gehabt. Trotz vier Vorlagen sowie sieben Treffern des Dänen gewann Ajax zum dritten Mal in Folge nicht den Titel, sondern dieser ging ausgerechnet an den Erzrivalen Feyenoord Rotterdam, der zum ersten Mal seit 1999 niederländischer Meister wurde. Immerhin erreichten Schöne und sein Verein das Endspiel in der Europa League, verloren allerdings dort gegen Manchester United. Peter Bosz verließ im Sommer Amsterdam wieder und wechselte zu Borussia Dortmund, sein Nachfolger wurde Marcel Keizer. Unter seiner Leitung war die Europareise sehr früh beendet, als Ajax zunächst in der dritten Runde der Champions-League-Qualifikation gegen OGC Nizza ausschied und daraufhin in den Play-offs zur Europa League gegen den norwegischen Außenseiter Rosenborg BK die Segel streichen musste. Trotz zehn Schöne-Toren nebst vier Vorlagen reichte es auch in dieser Saison nicht zur Meisterschaft. Während der Saison wurde Trainer Keizer durch Erik ten Hag ersetzt.
Dieser setzte den Dänen im Jahr 7 zumeist als zentralen Mittelfeldspieler ein. Schöne dankte mit fünf Toren sowie mit sechs Vorlagen und trug somit zum ersten Meistertitel seit 2014 bei, des Weiteren wurde der KNVB-Beker gewonnen, als im Finale Willem II Tilburg klar und deutlich mit 4:0 geschlagen wurde, wobei er in diesem Spiel im defensiven Mittelfeld eingesetzt wurde. Denkwürdig war allerdings die Champions-League-Saison, als in der Gruppenphase – an der man zum ersten Mal seit vier Jahren wieder teilnahm – in einer Gruppe mit AEK Athen, dem FC Bayern München und Benfica Lissabon der zweite Platz belegt wurde – mit einem 1:1 in München sowie einem 3:3 in Amsterdam blieb man gegen die Bayern ungeschlagen – und man in der Folge das Halbfinale erreichte. Auf dem Weg in die Runde der letzten Vier wurden sowohl Real Madrid als auch Juventus Turin ausgeschaltet, wobei Schöne beim denkwürdigen 4:1-Auswärtssieg im Estadio Santiago Bernabeu mit einem direkten Freistoß das Tor zum Endstand schoss. Im Halbfinale kam es zum Aufeinandertreffen mit Tottenham Hotspur und im Hinspiel in Nord-London gewann Ajax mit 1:0, im Finale stand es bis kurz vor Schluss 2:2, welches für die Finalteilnahme ausgereicht hätte – Schöne bereitete in der fünften Minute die 1:0-Führung durch Matthijs de Ligt vor –, doch das dritte Tor der „Spurs“ – alle drei Tore schoss Lucas Moura – bedeutete das Ende aller Träume vom Endspiel im Estadio Metropolitano in Madrid. Im Sommer 2019 brach Schöne seine Zelte in der niederländischen Hauptstadt schließlich ab.

### Einmal Italien und zurück
Nach sieben Jahren und als dienstältester Profi von Ajax Amsterdam (287 Pflichtspiele, 64 Tore) schloss sich der Däne im August 2019 dem CFC Genua an. In seiner ersten Saison in Genua war Schöne gesetzt, dabei vermied er mit dem 17. Platz den Abstieg aus der höchsten italienischen Spielklasse. In der Sommertransferperiode 2020 geriet er dann auf das Abstellgleis, doch ein Wechsel zum Ligakonkurrenten AC Florenz, ein Wechsel nach Dänemark zum FC Kopenhagen oder eine Rückkehr zu Ajax war gescheitert. Daraufhin signalisierte Lasse Schöne den Verein, zu bleiben, doch er wurde nicht für den Ligakader nominiert. Am 7. Januar 2021 löste er seinen Vertrag bei den Liguriern auf und kehrte in die Niederlande zurück.
In der Folge schloss sich Schöne seinem ehemaligen Verein SC Heerenveen an. Bei seinem ersten Einsatz nach der Rückkehr bei den Friesen, was zugleich sein erster für die Profimannschaft der Heerenveener war, schoss er ein Tor, als er bei der 1:3-Niederlage am 14. Februar 2021 in der Eredivisie bei AZ Alkmaar den Treffer zum 1:2 erzielte. In Heerenveen erkämpfte sich Lasse einen Stammplatz und anders als in seinem ersten Spiel für den Verein wurde er in den anderen Partien als defensiver Mittelfeldspieler eingesetzt. Zum Saisonende belegte der SC Heerenveen den elften Tabellenplatz, wobei Schöne das letzte Spiel wegen einer Rotsperre verpasste. Sein Vertrag lief zum 30. Juni 2021 aus. Zur Saison 2021/22 schließt er sich seinem ehemaligen Verein NEC Nijmegen an. In Nijmegen erhielt Lasse Schöne einen Vertrag bis 2023. Kurz zuvor war NEC in die Eredivisie zurückgekehrt und während der ganzen Spielzeit stand der Verein nicht ein einziges Mal auf einem Abstiegsplatz. Dank zwei Vorlagen und genauso vielen Toren von Schöne, eingesetzt im defensiven Mittelfeld, schaffte der Klub den Klassenerhalt. In seinem zweiten Jahr während seines zweiten Aufenthaltes in Nijmegen wurde er mal als defensiver, mal als zentraler Mittelfeldspieler eingesetzt. Der NEC war zeitweise nah an den ligainternen Play-offs um die Teilnahme an der 2021 geschaffenen UEFA Conference League, doch letztlich platzierte sich der Klub auf Rang 12. Zwischenzeitlich wurde der Vertrag von Schöne bis Sommer 2024 verlängert, womit er auch in der Saison 2023/24 für NEC Nijmegen aktiv war. Verletzungsbedingt kam er auf lediglich 23 Spiele in der Liga, wobei er ein Tor schoss und drei weitere vorbereitete. Als er am 18. Februar 2024 beim 2:2 bei seinem Ex-Verein Ajax eingesetzt wurde, absolvierte er sein 434. Spiel in der Eredivisie und wurde somit zum ausländischen Spieler mit den meisten Eredivisie-Einsätzen. NEC Nijmegen wurde zum Saisonende Sechster und qualifizierte sich somit für die ligainternen Play-offs für die Conference League, scheiterte dort allerdings an Go Ahead Eagles Deventer. Außerdem stand er mit NEC Nijmegen im Finale des KNVB-Bekers, verlor allerdings dort mit 0:1 gegen Feyenoord Rotterdam. Im Mai 2024 wurde sein Vertrag bis Sommer 2025 verlängert. In der Saison 2024/25 kam der Däne in der Liga noch einmal zu 17 Einsätzen, meist als Einwechselspieler. Im Sommer 2025 beendete er schließlich seine aktive Karriere.

### Nationalmannschaft
Schöne begann seine internationale Karriere in der dänischen U16 im August 2001. Für U17- und U18-Nationalmannschaften spielte er von Juli 2002 bis März 2004. Sein Debüt für die U21 gab er im März 2007.
Am 12. August 2009 spielte Schöne erstmals für die dänische A-Nationalmannschaft in einem Freundschaftsspiel in Brøndby gegen Chile und erzielte sein erstes Länderspieltor. In der Qualifikation zur Europameisterschaftsendrunde 2012 in Polen und der Ukraine kam er zu einem Einsatz und erzielte ein Tor; er wurde von Trainer Morten Olsen in den dänischen Kader für die Endrunde nominiert. Schöne wurde im Auftaktspiel gegen den Vize-Weltmeister Niederlande und im zweiten Gruppenspiel gegen Portugal eingewechselt; die dänische Mannschaft schied nach der Gruppenphase aus. Nachdem die Nationalmannschaft die Weltmeisterschaft 2014 in Brasilien und die Europameisterschaft 2016 in Frankreich verpasst hatte, qualifizierte sie sich mit Schöne im November 2017 für die Weltmeisterschaft 2018 in Russland. Er stand auch im dänischen Kader und wurde in drei Partien eingesetzt; die dänische Nationalelf schied im Achtelfinale nach Elfmeterschießen gegen Kroatien aus, wobei Schöne seinen Elfmeter verschoss. In der Qualifikation für die europaweit ausgetragene EM 2021 kam er zu sieben Einsätzen, für das Turnier selbst wurde er allerdings nicht berücksichtigt. Am 18. August 2021 trat Lasse Schöne aus der dänischen Nationalmannschaft zurück.

## Erfolge und Auszeichnungen

### Verein
Ajax Amsterdam (2012–2019)
- Niederländischer Meister: 2013, 2014, 2019
- Johan-Cruyff-Schale: 2013
- Finale in der UEFA Europa League: 2017
- Niederländischer Pokalsieger: 2019

## Privates
Lasse Schöne ist seit 2015 mit einer Niederländerin verheiratet. Das Paar hat eine Tochter und einen Sohn.